# Ljutovnica
Ljutovnica (en serbe cyrillique : Љутовница) est un village de Serbie situé dans la municipalité de Gornji Milanovac, district de Moravica. Au recensement de 2011, il comptait 165 habitants.
Ljutovnica conserve une église en bois du XIXe siècle.

## Démographie

### Évolution historique de la population
| 1948 | 1953 | 1961 | 1971 | 1981 | 1991 | 2002 | 2011 |
| ---- | ---- | ---- | ---- | ---- | ---- | ---- | ---- |
| 537  | 483  | 435  | 310  | 251  | 238  | 190  | 165  |

|  |